# Phytocoris pintoi
Phytocoris pintoi är en insektsart som beskrevs av Stonedahl 1988. Phytocoris pintoi ingår i släktet Phytocoris och familjen ängsskinnbaggar. Inga underarter finns listade i Catalogue of Life.